# Budgie (album)
Budgie je stejnojmenné debutové album skupiny Budgie, které bylo vydáno v červnu 1971 v hudebním vydavatelství MCA Records.
Americká verze vydaná u Kapp Records, obsahuje písničku Crash Course In Brain Surgery, původně vydanou jako singl, (bylo přepracováno jako coververze skupinou Metallica na jejich EP z roku 1987 Garage Days Re-Revisited). Další skladba, Homicidal Suicidal, byla předělána grungeovou skupinou Soundgarden ze Seattlu .

## Seznam stop
1. Guts – 4:21
2. Everything In My Heart – :52
3. The Author – 6:28
4. Nude Disintegrating Parachutist Woman – 8:41
5. The Rape Of The Locks – 6:13
6. All Night Petrol – 5:57
7. You And I – 1:41
8. Homicidal Suicidal – 6:41
  - Remasterovaná verze alba „Budgie“ obsahuje navíc tyto stopy:
9. Crash Course In Brain Surgery (Alternate Mix)
10. Nude Disintergrating Parachutist Woman (Single Edit)
11. Nude Disintergrating Parachutist Woman (2003 Version)
12. Guts (2003 Version)

## Obsazení
- Tony Bourge - kytara, zpěv
- Ray Phillips - perkusní nástroje, bicí
- Burke Shelley - baskytara, zpěv, mellotron